# Chadisia (Amazone)
Chadisia (altgriechisch Χαδισία Chadisía) ist eine Amazone der griechischen Mythologie.
Sie erscheint im Lexikon des spätantiken Grammatikers Stephanos von Byzanz als eponyme Heroine der im Westen von Themiskyra gelegenen Stadt Chadisia.